# Bunte Schwertlilie
Die Bunte Schwertlilie oder Bunt-Schwertlilie (Iris variegata) ist eine Pflanzenart aus der Gattung der Schwertlilien (Iris).

## Merkmale
Die Bunte Schwertlilie ist eine ausdauernde, krautige Pflanze, die Wuchshöhen von 12 bis 40 Zentimeter erreicht. Die Grundachse ist ziemlich dick. Der Stängel ist aufrecht, oberwärts verzweigt und ziemlich reichblütig. Die Laubblätter sind breit- bis lineal-schwertförmig, sichelförmig gekrümmt, 12 bis 35 Millimeter breit und ungefähr so lang wie der Blütenstängel. Sie sterben im Herbst frühzeitig ab. Die Hochblätter sind zur Blütezeit krautig, grün, die obersten zum Teil violett überlaufen und stark bauchig aufgeblasen. Die Blüten sind fast ungestielt und sitzend. Die Perigonröhre ist ungefähr doppelt so lang wie der Fruchtknoten. Die Perigonzipfel sind länglich-verkehrteiförmig, ungefähr gleich lang und an der Spitze abgerundet oder ausgerandet. Die äußeren sind gelblich weiß, 4 bis 6 Zentimeter lang, zierlich und von zahlreichen lebhaft bräunlichen oder dunkelpurpurnen Adern durchzogen. Zum Grund hin verschmälern sie sich allmählich. Die Abschnitte der Oberlippe der Griffeläste sind ziemlich breit und mehr oder weniger stark gezähnt. Die Kapsel ist walzlich, bespitzt und 4 bis 6 Zentimeter lang. Die Samen sind kugelig, eiförmig und ungefähr 4 Millimeter lang. Ihre Schale ist krausbuckelig.
Die Blütezeit liegt im Mai und Juni.
Die Chromosomenzahl beträgt 2n = 24.

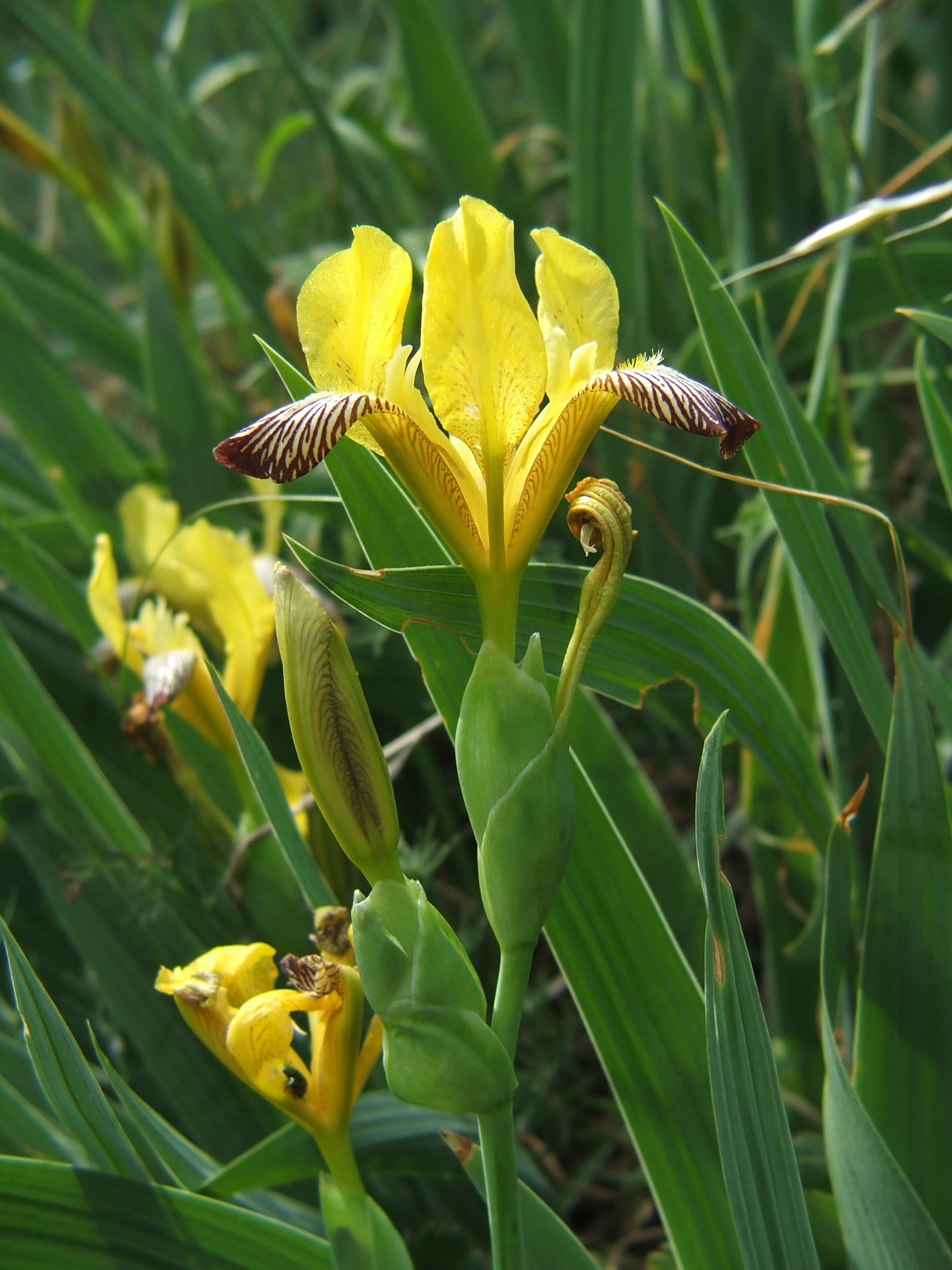
Bunte Schwertlilie (Iris variegata)

## Vorkommen
Das natürliche Verbreitungsgebiet umfasst das östliche Mitteleuropa, Ungarn, Kroatien, Siebenbürgen, den nördlichen Balkan und Südrussland. Die Art wächst selten in Wäldern, an steinigen, buschigen Abhängen und sonstigen steinigen, felsigen Standorten. Sie kommt vor in Gesellschaften des Verbands Geranion sanguinei oder der Ordnung Quercetalia pubescentis.
In Mitteleuropa ist sie gelegentlich verwildert.
In Österreich kommt die Art natürlich besonders im pannonischen Gebiet (Burgenland, Wien, Niederösterreich), sowie in Kärnten vor, und wächst hier in lichten, trocken-warmen Wäldern, besonders Flaum-Eichen-Wäldern, in Säumen und Halbtrockenrasen.

## Belege
1. 1 2 3  Gustav Hegi: Bunte Schwertlilie. In: Illustrierte Flora von Mitteleuropa. 2. Teil. J. F. Lehmanns Verlag, München 1926, S. 289.
2. 1 2   Erich Oberdorfer: Pflanzensoziologische Exkursionsflora für Deutschland und angrenzende Gebiete. Unter Mitarbeit von Angelika Schwabe und Theo Müller. 8., stark überarbeitete und ergänzte Auflage. Eugen Ulmer, Stuttgart (Hohenheim) 2001, ISBN 3-8001-3131-5, S. 141.
3. ↑  Manfred A. Fischer, Karl Oswald, Wolfgang Adler: Exkursionsflora für Österreich, Liechtenstein und Südtirol. 3., verbesserte Auflage. Land Oberösterreich, Biologiezentrum der Oberösterreichischen Landesmuseen, Linz 2008, ISBN 978-3-85474-187-9.